# Риди, Крейг
Сэр Крейг Коллинз Риди (англ. Craig Collins Reedie, род. 6 мая 1941 года, Стерлинг, Шотландия) — британский спортивный функционер, руководитель Всемирного антидопингового агентства (с 1 января 2014 года по 31 декабря 2019 года), бывший председатель Британской олимпийской ассоциации (1992—2005), член МОК с 1994 года, вице-президент МОК в 2012—2016 годах. Рыцарь Большого креста ордена Британской империи (GBE, 2018), рыцарь-бакалавр (2006).
В своей спортивной карьере Риди добился успеха в бадминтоне, выступая в этом виде спорта с 1962 по 1970 год, был чемпионом Великобритании в парном разряде. Во многом благодаря усилиям Риди с 1992 года бадминтон включён в программу летних Олимпийских игр.